# Pilar Zamora
María del Pilar Zamora Bastante, née en 1971 à Ciudad Real, est une femme politique espagnole membre du Parti socialiste ouvrier espagnol.
Elle est maire de Ciudad Real entre juin 2015 et juin 2021.

## Biographie

### Vie privée
Elle est mariée et mère de deux enfants.

### Formation et vie professionnelle
Titulaire d'une licence en droit obtenue de l'université de Castille-La Manche, Pilar Zamora est avocate[réf. nécessaire].

### Maire de Ciudad Real
Étant conseillère municipale de Ciudad Real, à partir de 2007, Pilar Zamora est porte-parole du groupe socialiste au sein du conseil municipal de 2009 à 2011. Aux élections de 2011, elle est candidate en seconde position sur la liste du PSOE et est réélue. En octobre 2014, elle gagne les primaires, devenant ainsi candidate socialiste à la mairie de la ville en 2015. Elle obtient neuf conseillers municipaux, derrière les dix du Parti populaire, mais parvient à un accord avec Ganemos Ciudad Real et est élue maire. Après les élections municipales de 2019, elle est réélue maire grâce à l'appui des élus de Ciudadanos. Deux ans plus tard, conformément à l'accord conclu entre les deux partis, elle cède le poste de maire à Eva María Masías.